# Francesco Vinea
Francesco Vinea (Forlì, 10 agosto 1845 – Firenze, 22 ottobre 1902) è stato un pittore italiano.

## Biografia

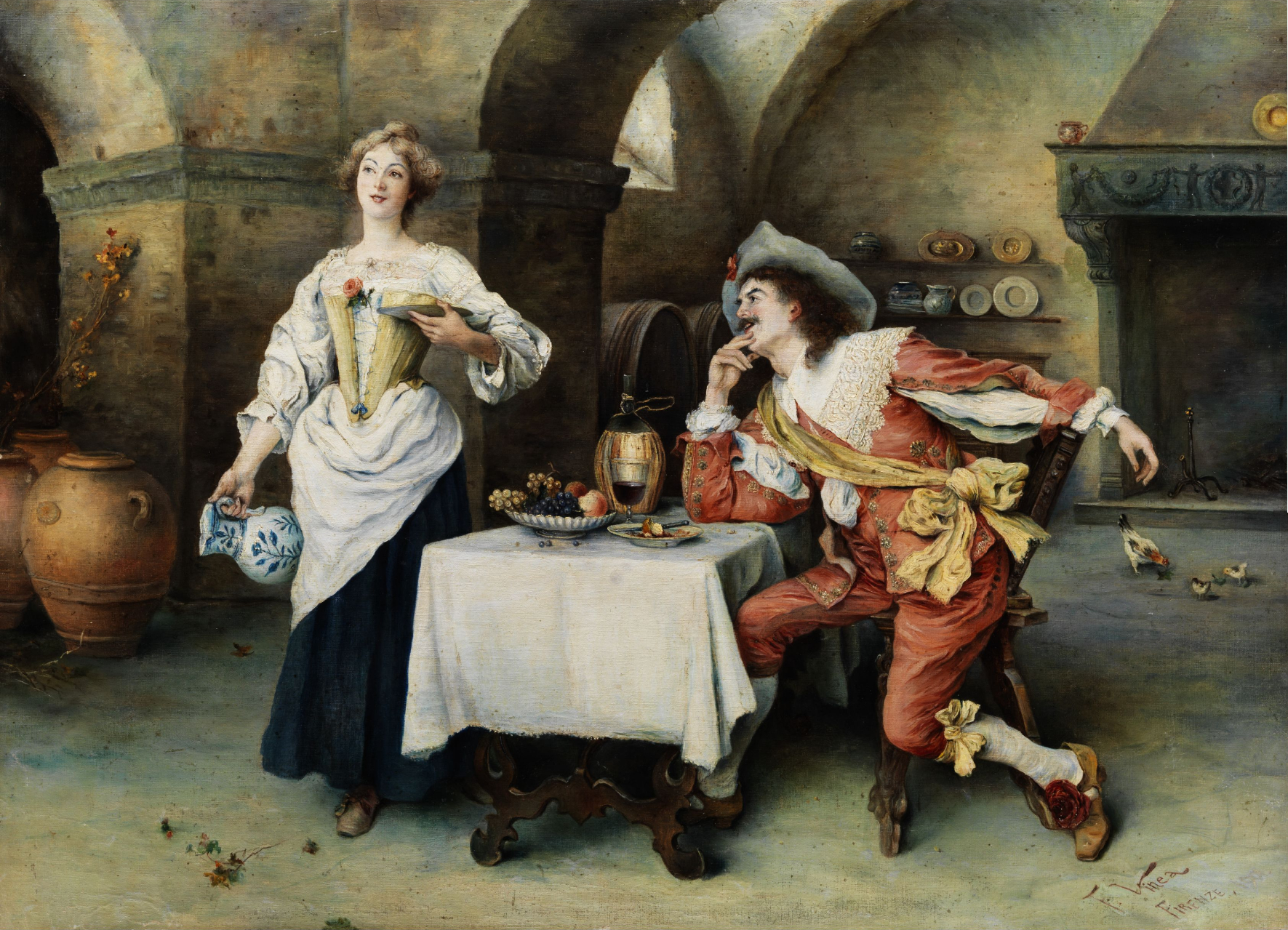
Francesco Vinea, Osteria con fantesca e avventore

Francesco Vinea studia all'Accademia di Belle Arti di Firenze, ma deve interrompere gli studi per motivi economici: trascorre anche qualche tempo viaggiando senza fissa dimora. Lavora come fotografo e disegnatore per riviste illustrate fino a che può ritornare a Firenze e studiare, per un anno, con Enrico Pollastrini.
Poco incline alla pittura erudita, storica o letteraria, o alla riproduzione di scene naturali, preferisce una pittura più immaginativa, sempre elegante, di drammi in costumi d'epoca e in ambienti decorati.
Grazie al successo ottenuto soprattutto in Francia e in Inghilterra, si guadagna una vita agiata. Si ricorda, in particolare, la sua villa nella località appenninica di Pracchia.
Il suo studio fiorentino di Viale Principe Eugenio è raffigurato come un ambiente impreziosito da mobili e oggetti decorativi eclettici, conservati sì in modo disordinato, ma che trovano facilmente posto come ornamento per i suoi dipinti. Gubernatis descrive il suo studio, il cui soffitto è dipinto a tempera con divinità olimpiche, in allegoria delle belle arti, come la sua migliore opera d'arte.
Vinea si dedica anche alla tecnica dell'acquerello.

## Opere
- Angolo del giardino Torrigiani, 1867
- Dopo il bagno, non dopo il 1879
- Fanciulla con fiori, 1880 circa
- Baccanale di soldati
- Alla più bella
- La visita della nonna, 1881
- Capitan Malesk, 1886
- Il rapimento
- Una bagnante
- Il Vescovo
- Un appuntamento.[1]

## Galleria d'immagini

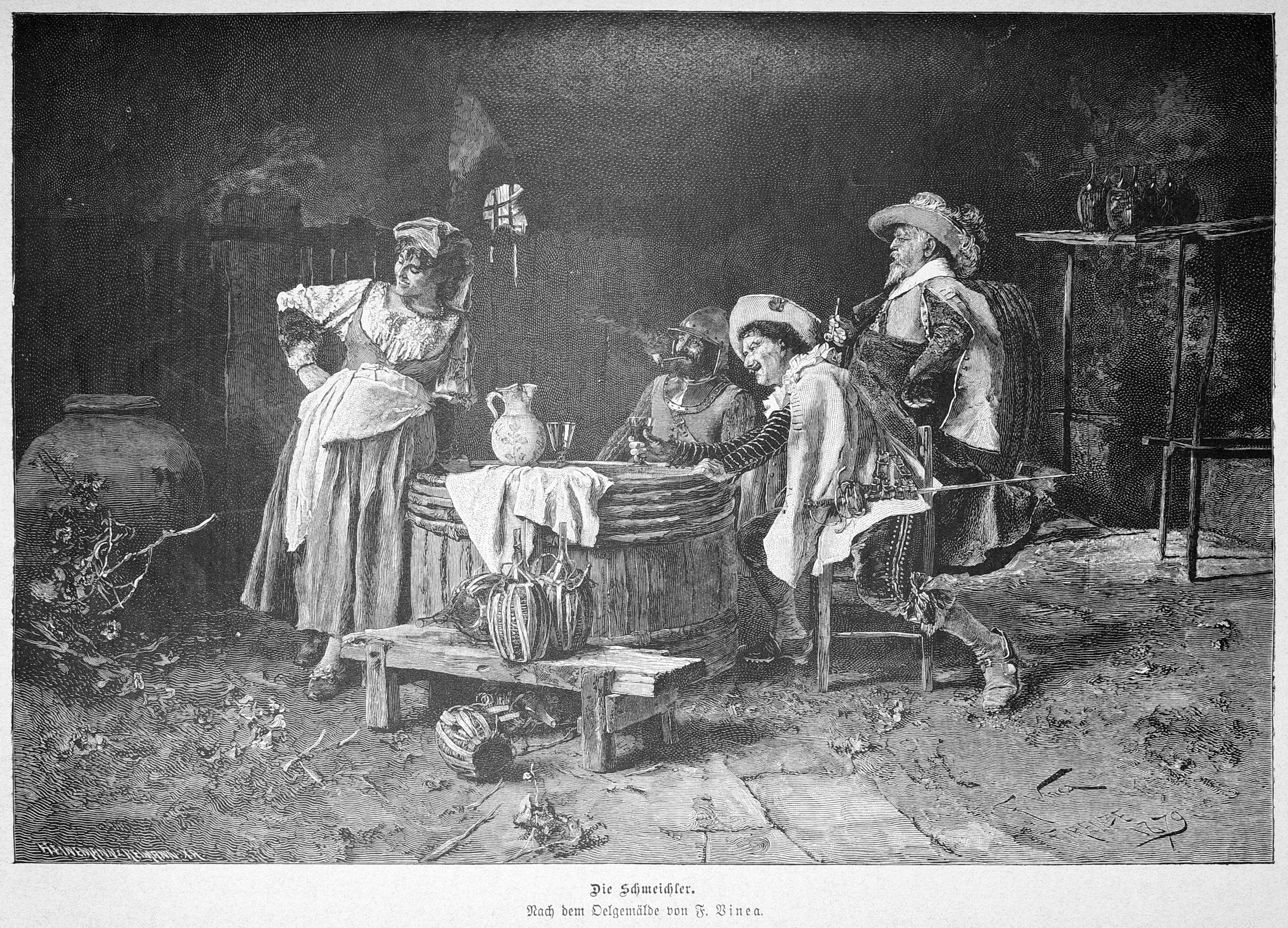
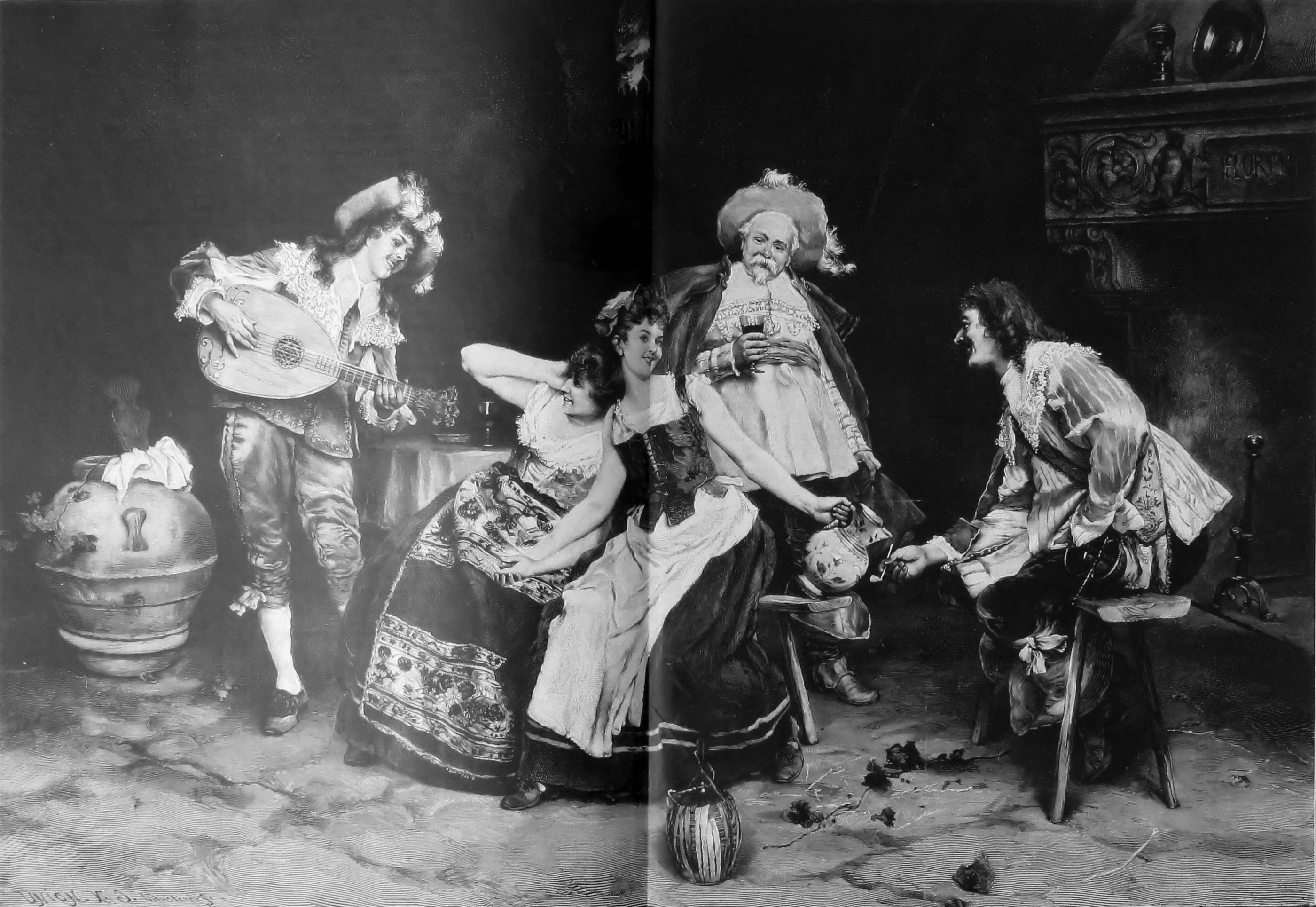
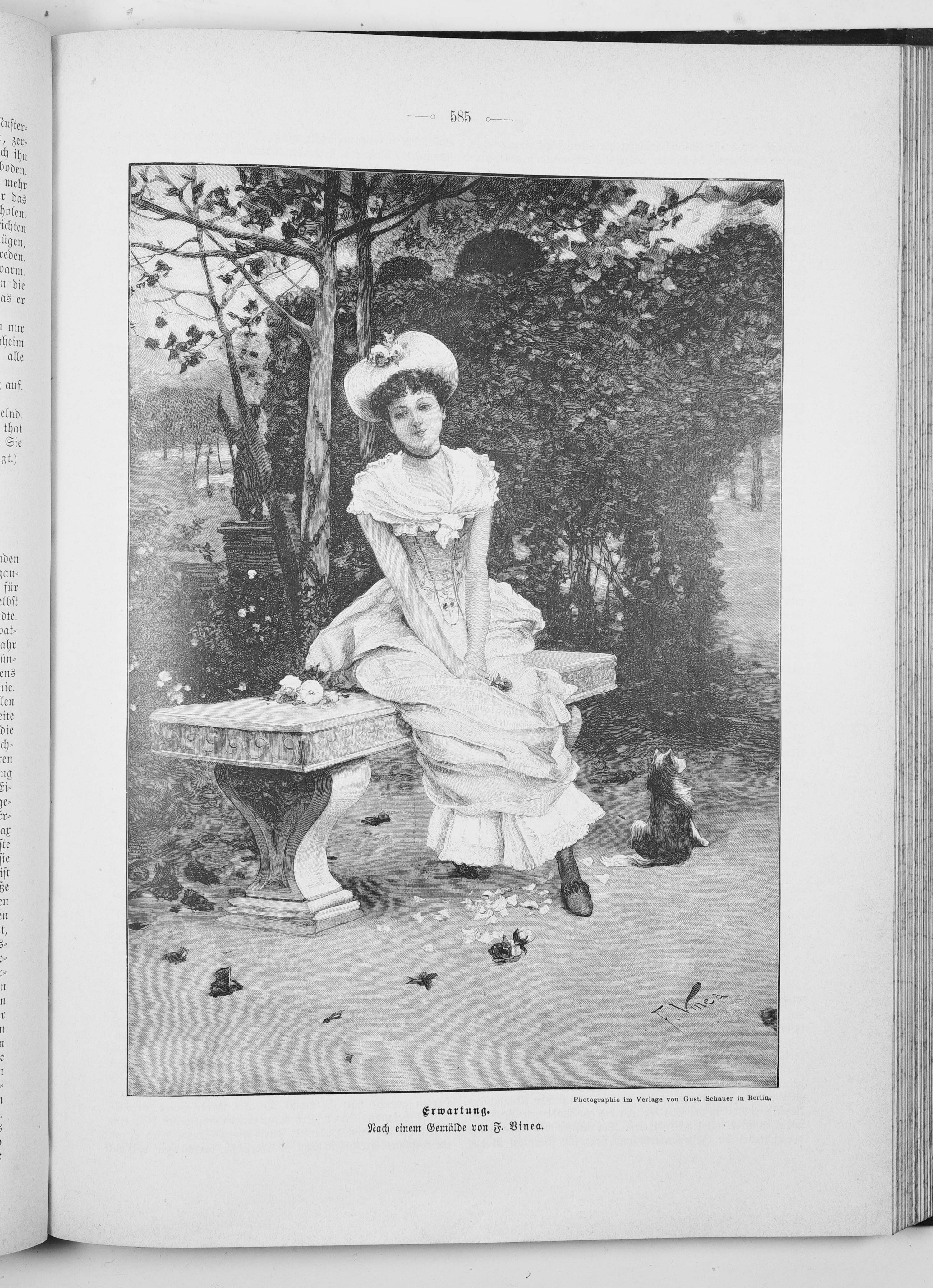
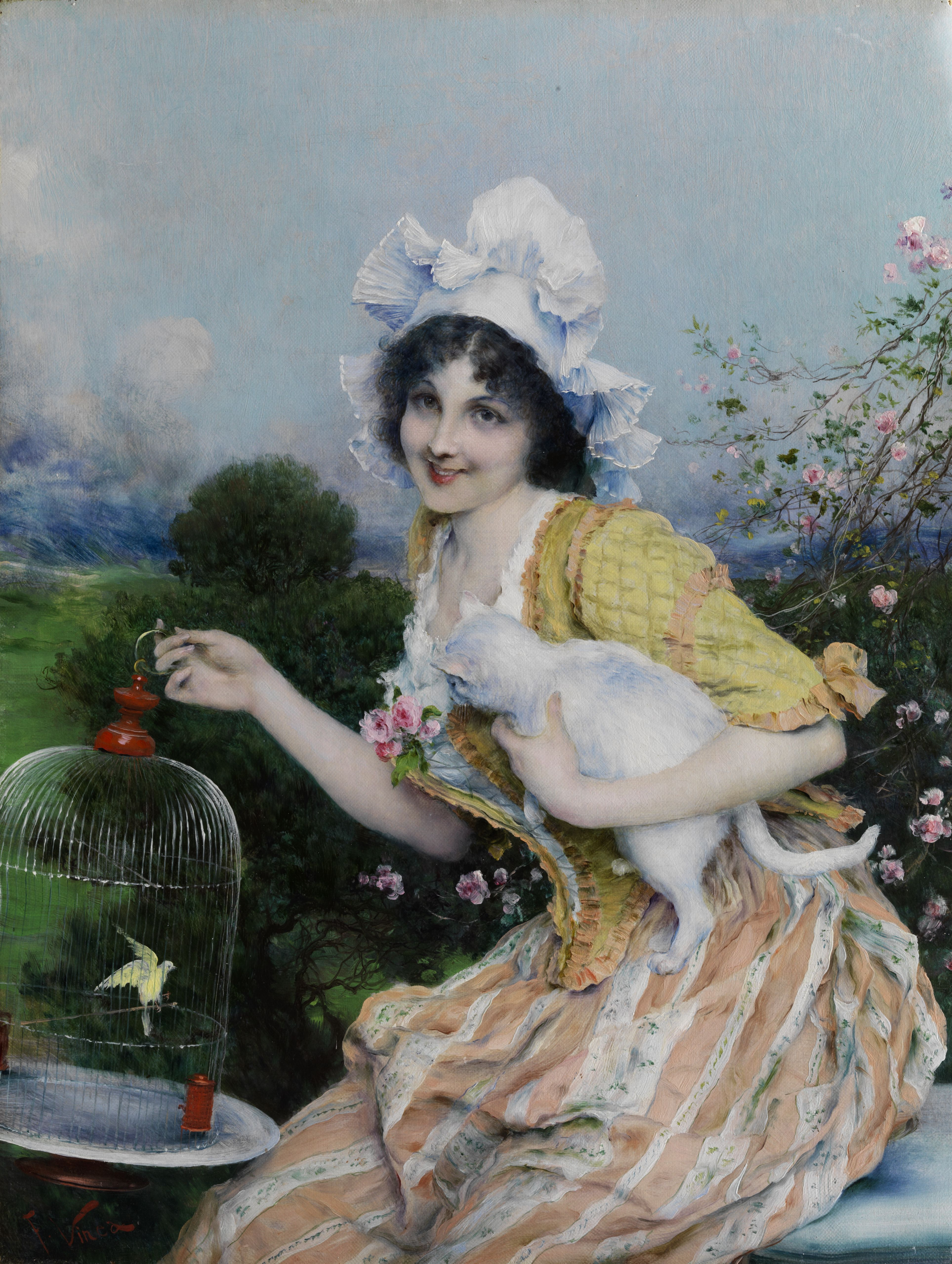
Ragazza con gatto e gabbia per uccelli, 1902
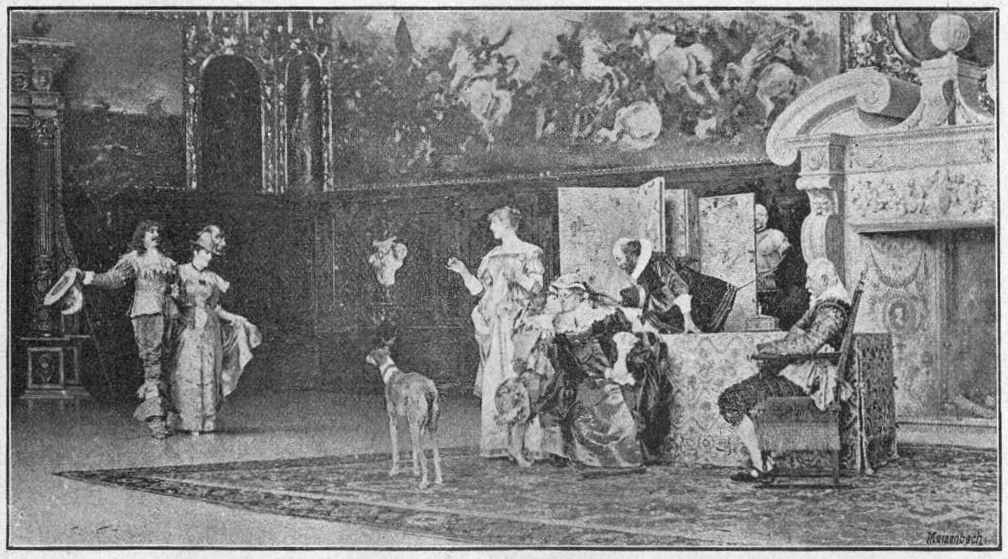
La visita alla nonna, 1881
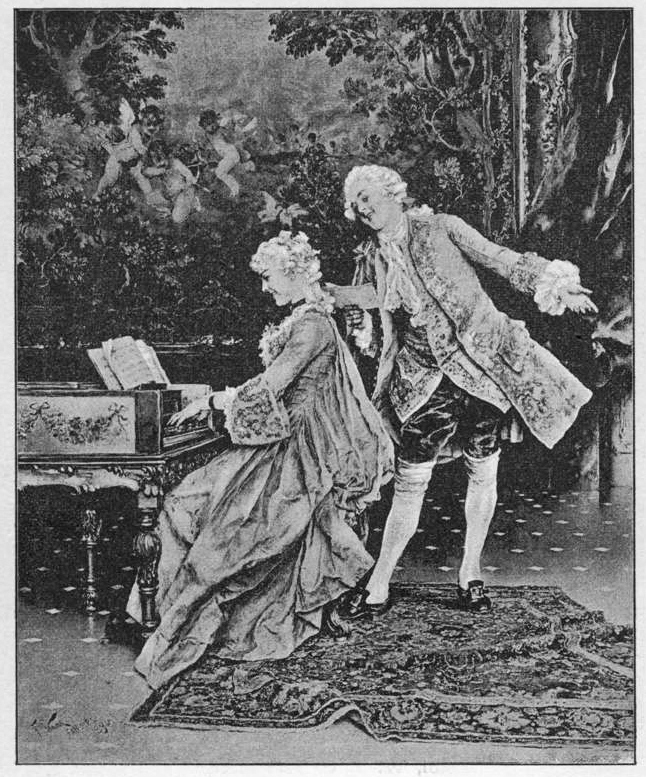
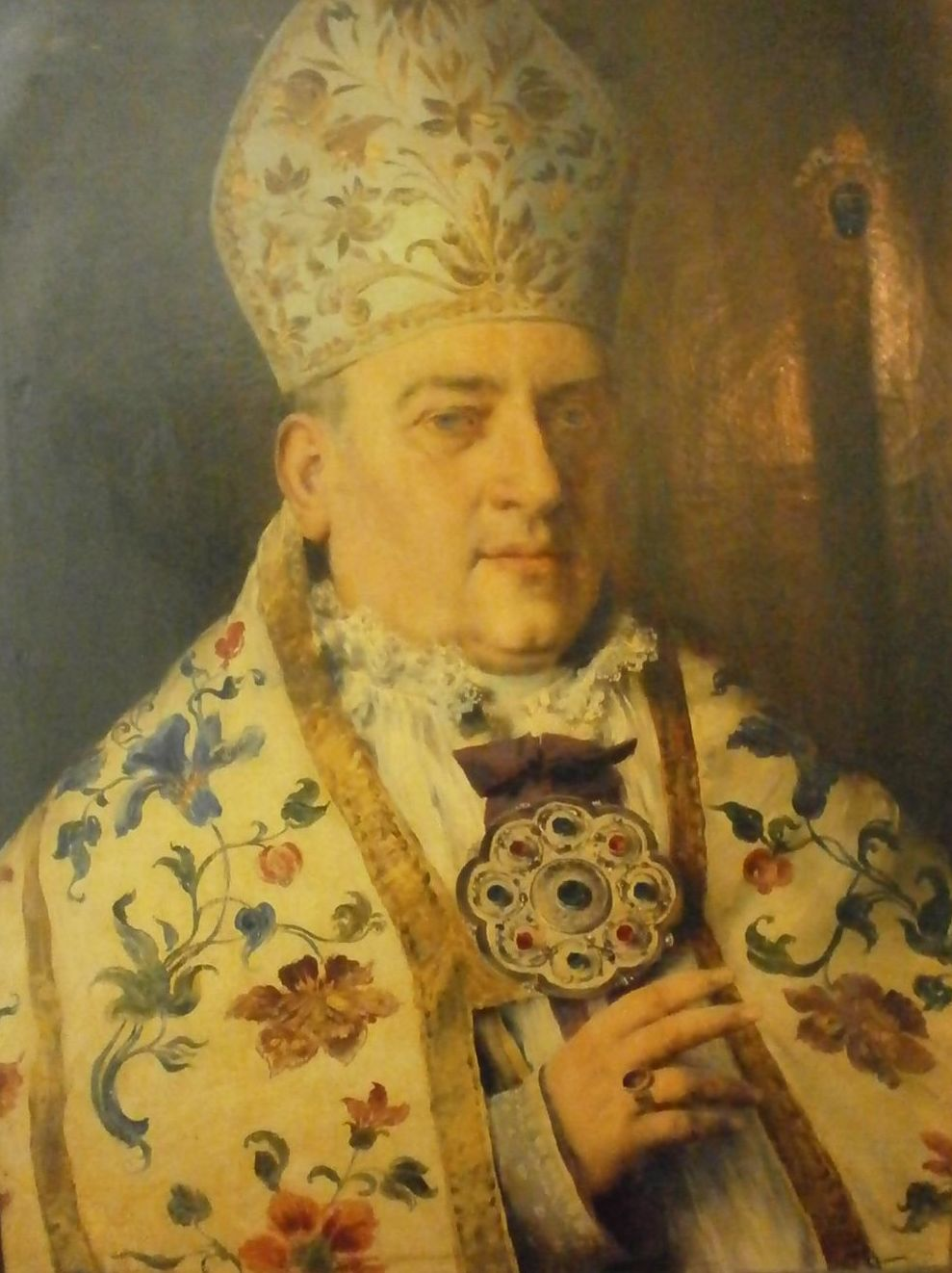
Il Vescovo
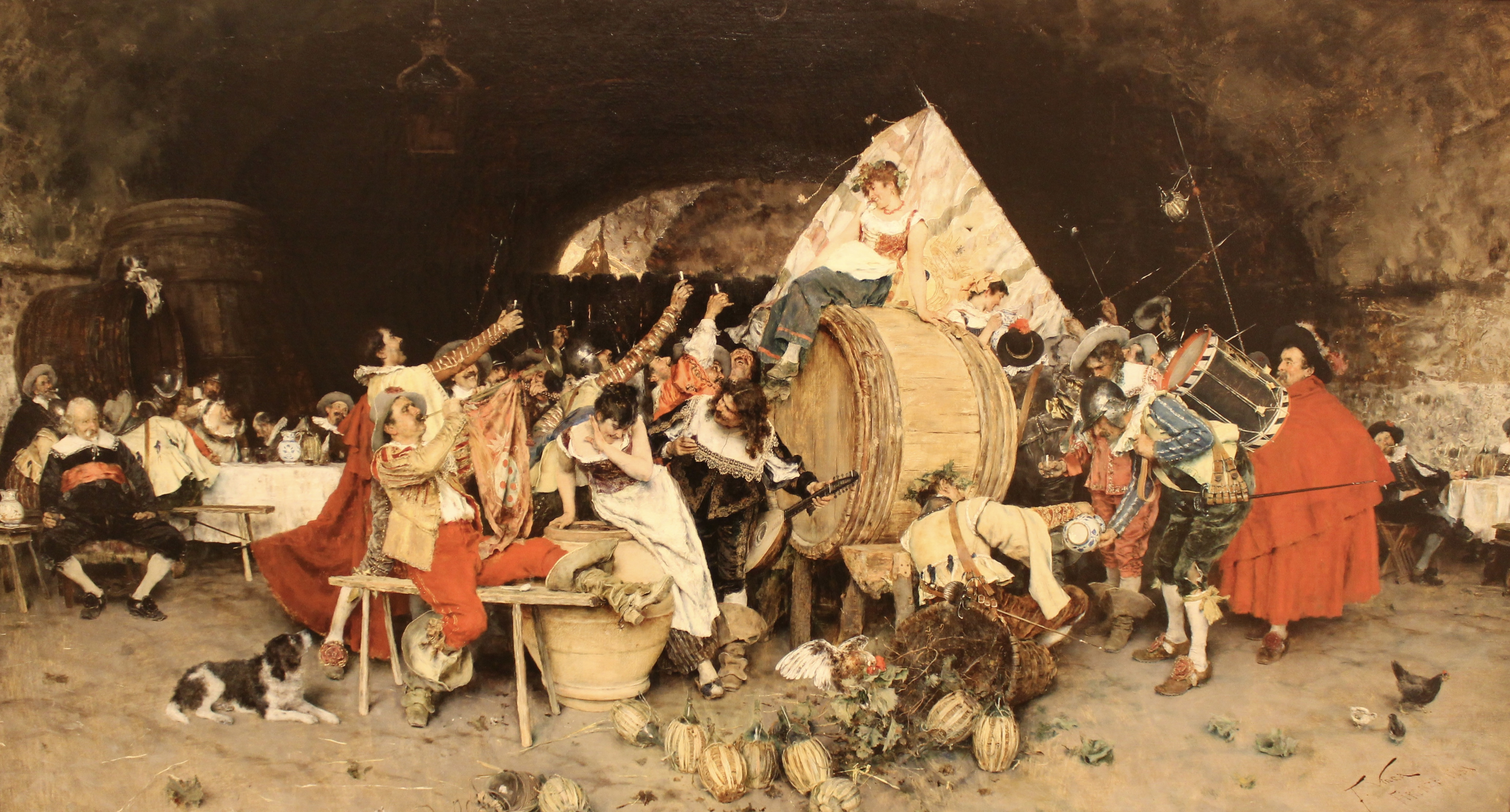
Alla più bella